# Station St Helens Junction
St Helens Junction is een spoorwegstation van National Rail in St Helens, St. Helens in Engeland. Het station is eigendom van Network Rail en wordt beheerd door Northern Rail. 